# アルミン・ツア・リッペ
アルミン・プリンツ・ツア・リッペ（ドイツ語: Armin Prinz zur Lippe, 1924年8月18日 - 2015年8月20日）は、ドイツの旧諸侯リッペ侯家の家長。

## 生涯
最後のリッペ侯レオポルト4世とその2番目の妻でイーゼンブルク＝ビューディンゲン侯女アンナ（ブルーノの九女）の間の一人息子として、父が退位した後の1924年にデトモルトで生まれた。1947年、レオポルト4世は侯世子だった長男エルンスト・レオポルトを始めとする、先妻ベルタ・フォン・ヘッセン＝フィリップスタール＝バルヒフェルトとの間に生まれていた3人の異母兄を、いずれも父の意に反して国家社会主義ドイツ労働者党（ナチ党）への入党や貴賤結婚をしたことを理由に廃嫡し、末息子のアルミンを後継者に指名した。
1949年、父の死に伴いリッペ家の家督を継いだ。アルミンは家督相続と同時に「フュルスト・ツア・リッペ」（Fürst zur Lippe, リッペ侯）を自らの姓として用いようとしたが、こうした問題を管轄するノルトライン＝ヴェストファーレン州の内務省がこれに干渉してきた。州政府との協議の結果「フュルスト」の使用は認められず、リッペ家の当主は他の一族と同様、「プリンツ・ツア・リッペ」（Prinz zur Lippe, リッペ侯子）の姓に甘んじざるをえなかった。
アビトゥーアを取得後、第二次世界大戦に従軍し、戦後は占領軍の下で一時的に捕虜生活を送った。その後、ゲッティンゲン大学において自然科学を専攻し、1954年に植物生理学における貢献を認められて同大学より博士号を授与された。1953年3月27日、ゲッティンゲンにおいて生物学者のトラウテ・ベッカー（Traute Becker, 1925年 - ）と結婚した。
家督相続以降、アルミンは旧リッペ侯国領内にある福音派教会、オストヴェストファーレン＝リッペ応用科学大学やデトモルト音楽大学、文化財団などの名誉理事を務め、家族とともにデトモルト城で暮らした。1999年にはドイツ連邦共和国功労勲章一等功労十字章を授与されている。
2015年8月20日、デトモルトにおいて死去。家督は一人息子のシュテファンが相続した。

## 子女
妻トラウテとの間に1男を儲けた。
- シュテファン・レオポルト・ユストゥス・リヒャルト（英語版）（1959年 - ） - リッペ家家長